# Dieffenbachia parvifolia
Dieffenbachia parvifolia är en kallaväxtart som beskrevs av Adolf Engler. Dieffenbachia parvifolia ingår i släktet prickbladssläktet, och familjen kallaväxter. Inga underarter finns listade.